# Piranga, Minas Gerais
Piranga là một đô thị thuộc bang Minas Gerais, Brasil. Đô thị này có diện tích 657,484 km², dân số năm 2007 là 17208 người, mật độ 26,6 người/km².